# 倭新小羚
倭新小羚（Neotragus pygmaeus）分布于非洲西部，肩高仅25-30cm，是世界上最小的羚羊。毛色为淡褐色，身体下部的颜色较浅。雄性有像钉子的角，长3厘米。
倭新小羚生活在非洲密林中，以树叶和水果为食。它们是非常害羞的夜行动物，当它们受惊吓时可跳2.5米。喜独居。
倭新小羚是濒危动物。